# Формула-Рено 1.6
Формула-Рено 1.6 — серия моночемпионатов на технике формульного типа, располагающегося на нижней ступени автоспортивной иерархии, получившая своё название из-за использования двигателя марки Renault с рабочим объёмом около 1,6 литра.

## Общая информация
Подобные региональные серии создаются для участия в них пилотов, имеющих опыт только картинговых гонок. Возраст участников обычно варьируется в диапазоне 14-21 лет.
В момент расцвета подобных гонок, команды использовали двигатель Renault K4M с рабочим объёмом в 1598 куб. см. Наиболее известны чемпионаты в Аргентине, Бельгии, Франции, Испании, Италии, странах Латинской Америки и на территории Северной Америки.
Подобные серии известны своим ровным составом, из-за чего лучшими по итогам сезона могут стать очень многие. Например, в 2007 году бельгийское первенство выиграла латвийская женщина-пилот Карлине Штала, ставшая первой женщиной в истории, выигравшая чемпионат гонок формульного типа.

## Официальные серии на подобной технике
| Регион            | Последнее официальное название               | Годы существования | Поставщик шин | Дополнительная информация |        |
| Европа            | Европа                                       | Европа             | Европа        | Европа | Европа |
| ----------------- | -------------------------------------------- | ------------------ | ------------- | --- | ------ |
| Бельгия           | Бельгийская Формула-Рено 1.6                 | 2003-07 годы       | Michelin      | Чемпионат также именовался бельгийской Формулой-Рено 1600. Первенство организовано и проводится компанией королевским автоклубом Бельгии.                                               |        |
| Франция           | Французская Формула-4                        | с 1993 года        | Michelin      | Чемпионат также именовался Формулой-Кампус, евросерией Formul’Academy, еврокубком Формулы-4 1.6. Первенство организовано и проводится компанией La Filière FFSA.                        |        |
| Италия            | Формула-Юниор 1.6                            | 2002-06 годы       | Michelin      | Чемпионат также именовался итальянской Формулой-Юниор 1600. В 2007 году серия заменена на первенства Формулы-Монца с подклассами для двигателей Fiat рабочим объёмом в 1,2 и 1,6 литра. |        |
| Испания           | Испанская Формула-Рено 1.6                   | 2002-04 годы       | Michelin      | Чемпионат также именовался испанской Формулой-Юниор 1600. |        |
| Америка           |                                              |                    |               | |        |
| Аргентина         | Аргентинская Формула-Рено Elf 1.6            | с 1980 года        | Michelin      | С 2001 года первенство является гонкой поддержки чемпионата TC 2000. |        |
| Латинская Америка | Формула-Юниор 1600                           | 2005-07            | Michelin      | |        |
| Северная Америка  | North American Fran Am 1600 Pro Championship | 2002-03 годы       | Michelin      | В 2004 году заменён на чемпионат Formula TR 1600 Pro Series |        |
| Северная Америка  | Formula TR 1600 Pro Series                   | 2004-07 годы       | Yokohama      | Проводилась на трассах западного побережья США. |        |